# Katsina
Katsina er en by i det nordlige Nigeria, med et indbyggertal (pr. 2007) på cirka 459.000. Byen er hovedstad i delstaten af samme navn, og ligger tæt på grænsen til nabolandet Niger, 150 km nordvest for Kano. Katsina er en handels- og markedsby, med bearbejdning af jordnødder, huder og skind, oliemøller m.m.
Katsina blev grundlagt ca. 1100, og var frem til begyndelsen af 1800-tallet hovedstad i et hausa-rige. Byen blev i 1806 erobret af fulani-folket, og gjort til emirat.

## Eksterne kilder og henvisninger
- Om Katsina på Store Norske Leksikon.